# 沃爾茨崖
76°1′S 135°42′W / 76.017°S 135.700°W
沃爾茨崖（英語：Walts Cliff）是南極洲的山崖，位於瑪麗伯德地，處於柏林山，屬於弗拉德山脈的一部分，美國地質調查局根據測量和該國海軍的空中照片繪入地圖，現時由南極條約體系管理。